# Quadro (teatro)
Nel lessico teatrale, il termine quadro è utilizzato per indicare ciascuna delle parti in cui può dividersi un atto, con cambiamenti di scenografia e di personaggi.
Due atti sono separati da un intervallo (entracte in francese) o da un intermezzo di breve durata, durante il quale la rappresentazione teatrale si interrompe. Ciascun atto può essere, a sua volta, suddiviso in scene o in quadri (tableau in francese). Il passaggio da una scena all'altra corrisponde, in genere, all'entrata o all'uscita di un personaggio, mentre il passaggio da un quadro all'altro implica cambiamenti di scenografia (e dunque di fondale o, con termine più desueto, per l'appunto, "quadro"), oltre che di personaggi.
Il termine è talvolta usato anche per indicare semplicemente una pausa a sipario aperto e con il palcoscenico vuoto senza nessun cambiamento visibile. 
Un'opera teatrale può suddividersi quindi in atti, suddivisi a loro volta in quadri (ad esempio l'opera Turandot di Giacomo Puccini è suddivisa in tre atti e cinque quadri), oppure, talvolta, può essere senza atti ma divisa in quadri (ad esempio l'opera Andrea Chénier di Umberto Giordano, suddivisa in quattro quadri).

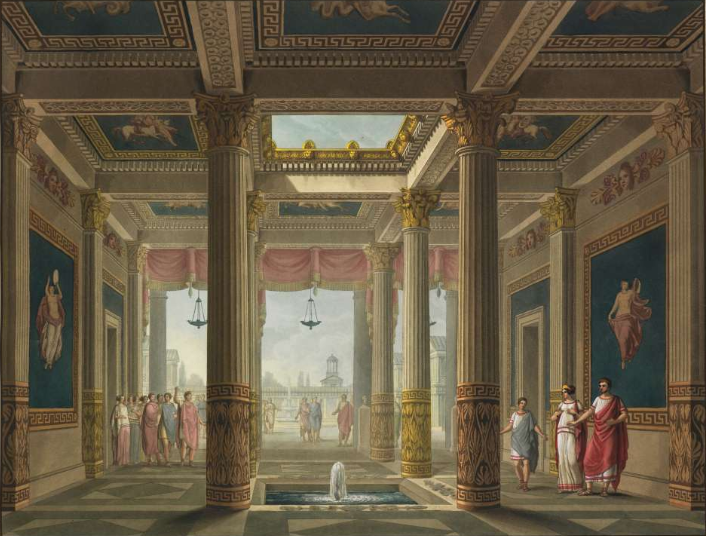
Alessandro Sanquirico, fondale per il primo atto, quadro primo, dell'opera L'ultimo giorno di Pompei di Giovanni Pacini (Teatro alla Scala, 1827).
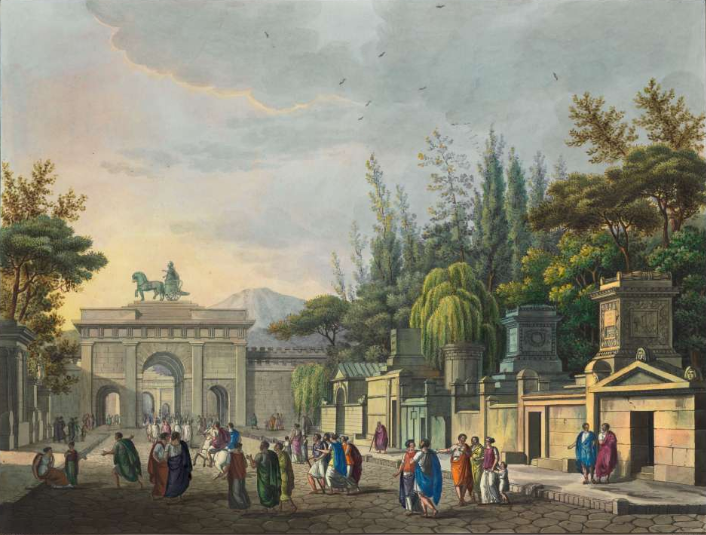
Fondale per il primo atto, quadro secondo.
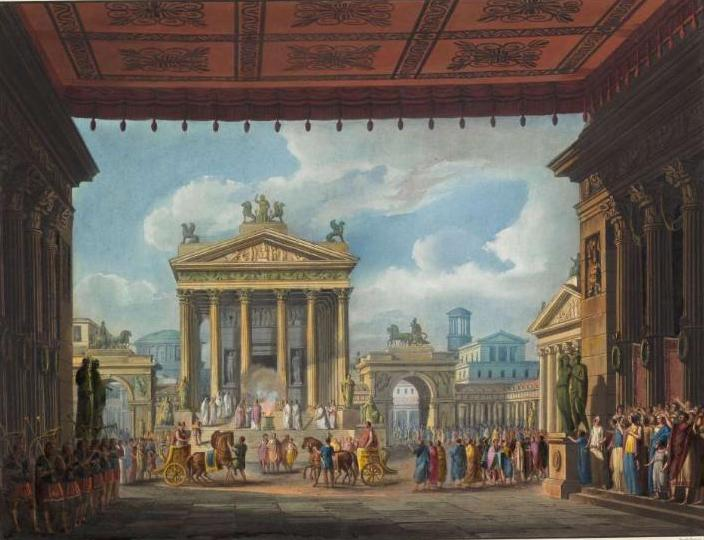
Fondale per il primo atto, quadro terzo.
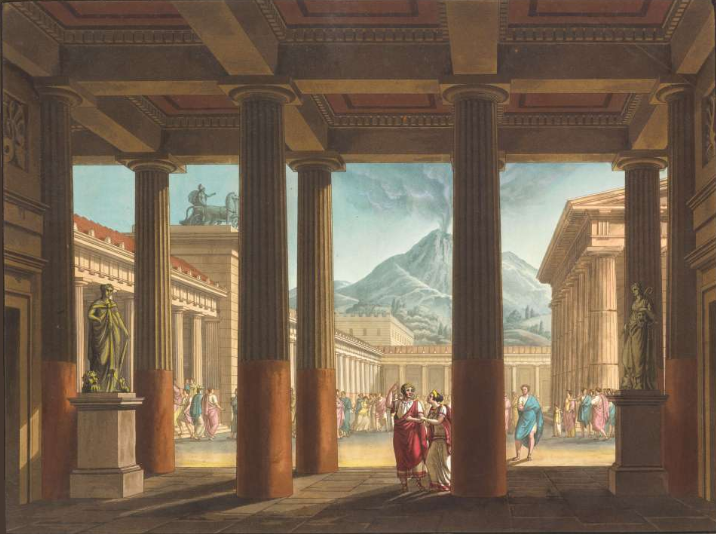
Fondale per il primo atto, quadro quarto.
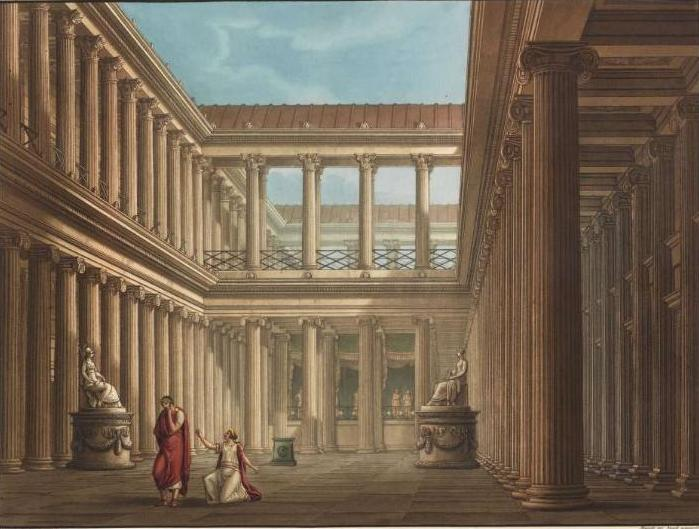
Fondale per il secondo atto, quadro primo.
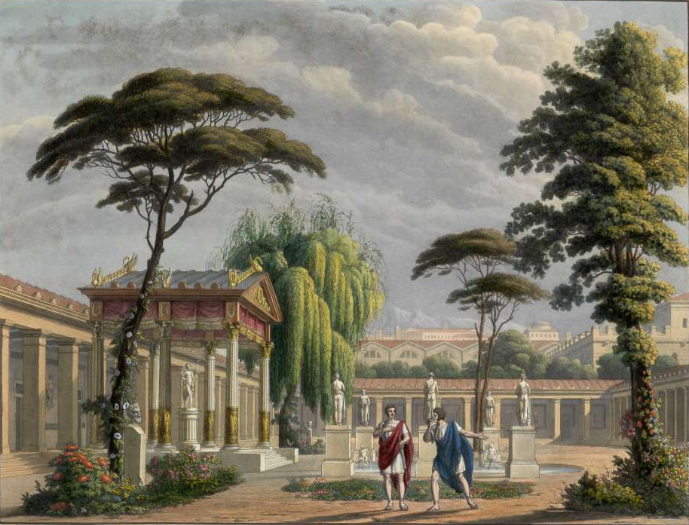
Fondale per il secondo atto, quadro secondo.
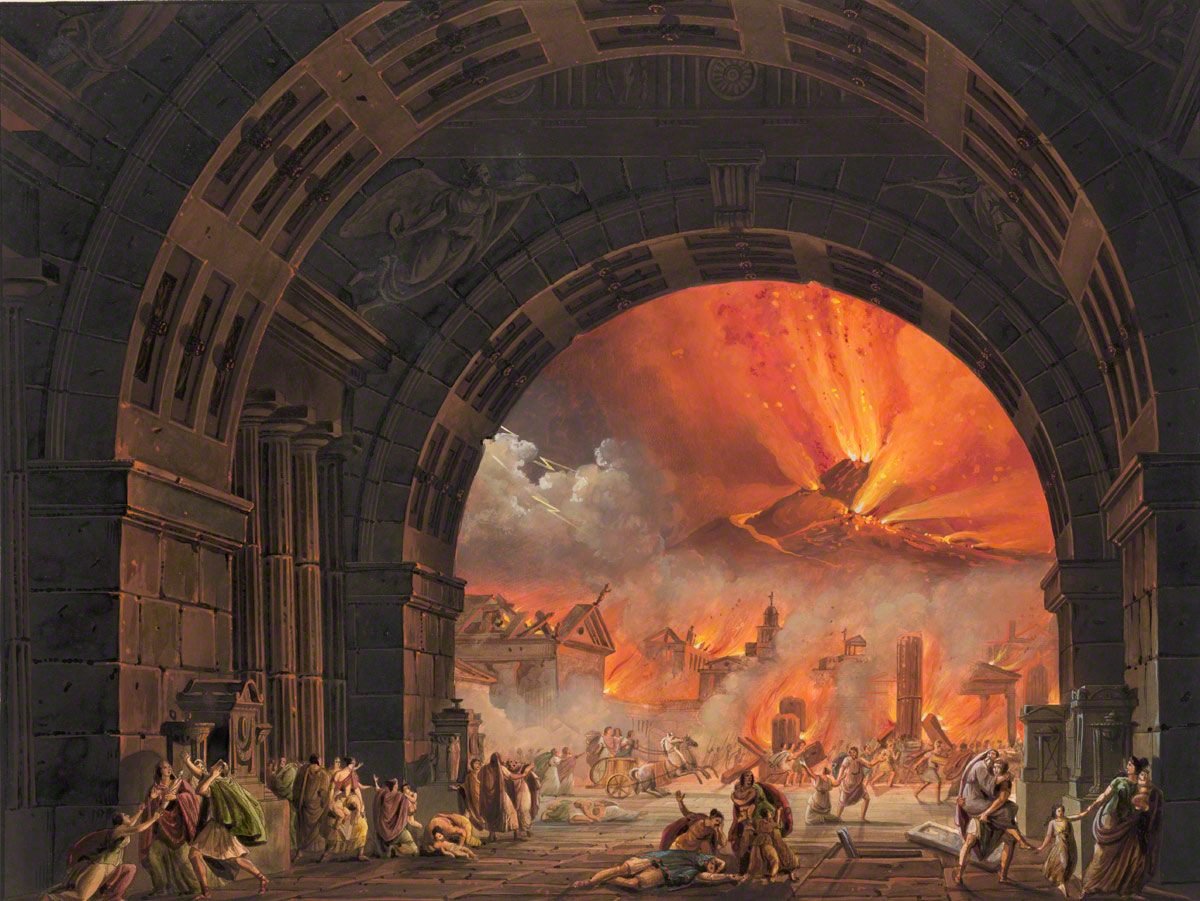
Fondale per il secondo atto, quadro ultimo.